# Confédération syndicale des travailleurs du Cameroun
Pour les articles homonymes, voir CSTC.
La Confédération syndicale des travailleurs du Cameroun (CSTC), en anglais Confederation of Cameroon Trade Unions (CCTU)  est une confédération syndicale camerounaise fondée en 1972, sous le nom de l'UNTC. Elle est affiliée à l'Organisation de l'Unité Syndicale Africaine (OUSA) et à la Confédération syndicale internationale (CSI). 

## Histoire
En 1972, intervient la fusion de toutes les centrales syndicales du pays dans la confédération UNTC, annexe du parti unique UNC Union nationale camerounaise. 
L'organisation change de nom en 1985, lors de la transformation du parti unique UNC en RDPC, la confédération syndicale prend le nom de OSTC, Organisation syndicale des travailleurs du Cameroun. Après l'avènement du multi-partisme en 1992, la centrale se nomme : CSTC, Confédération syndicale des travailleurs du Cameroun, elle demeure l'unique confédération syndicale du pays et se déclare indépendante des partis politiques.
La liberté syndicale est reconnue au Cameroun par le décret du 7 août 1994 après un long parcours d'interdictions et de condamnation des activités syndicales. En avril 1995, une fraction dissidente de l'organisation CSTC créée la deuxième confédération du pays : Union des Syndicats Libres du Cameroun (USLC).
En 2015, l'organisation se divise et deux présidents sont élus, Zambo Amougou et Moussi Nola ont été élus à l’issue des congrès tenus respectivement à Yaoundé et Douala.
Le 17 avril 2021, un nouveau bureau confédéral est mis en place confiant à Abraham Baboulé un mandat de 5 ans de Président confédéral.
Les 27 et 28 août 2021, la CSTC, après plusieurs années de disputes depuis 2015, tient à Yaoundé un congrès extraordinaire unitaire, portant à la présidence de la confédération Eugène Makembe et un nouveau bureau confédéral, Patricia Gwandi prend la fonction de Secrétaire général national.

## Fédérations affiliées
- Fédération des syndicats des travailleurs des communes du Cameroun
- Fédération nationale des syndicats des travailleurs des industries chimiques et connexes du Cameroun

## Dirigeants
Plusieurs dirigeants se succèdent à la tête de l'organisation depuis sa création en 1972.

### Président confédéral
- Moïse Satougle Defith, 1972-1975, Président de l'UNTC.
- Jérôme Emilien Abondo, 1975-1985
- Dominique Fouda Sima, 1985-1992, Président de l'OSTC
- Emmanuel Ntamé Ndedi, 1992-1995
- Bakot Ndjock, 1995-1997
- Benoît Essiga, 1999-2002
- Maximilien Ntone Diboti, 2002-2010
- Jean-Marie Zambo Amougou, 2010-2015
- 2015 : deux présidents élus (période de crise)
- 2020 : Celestin Bama
- 2021 : Abraham Baboulé, Président confédéral

### Secrétaires généraux
- Louis Sombes, 1992-1999
- Benoît Essiga
- Jean-Marie Zambo Amougou, 2002-2010
- Abraham Baboule, secrétaire général en 2010

## Représentativité
Un rapport paru en 2006, estime que la CSTC est la première confédération camerounaise avec une représentativité de 45 %, 40 % pour la CSAC et 10 % pour l'USLC.